# Capellades
Capellades – gmina w Hiszpanii, w prowincji Barcelona, w Katalonii, o powierzchni 2,95 km². W 2011 roku gmina liczyła 5439 mieszkańców.